# Rezerwat przyrody Pniewski Ług
Pniewski Ług – torfowiskowy rezerwat przyrody w województwie lubuskim, w powiecie świebodzińskim, w gminie Lubrza, około jednego kilometra na południowy wschód od wsi Nowa Wioska.
Został utworzony zarządzeniem Ministra Ochrony Środowiska, Zasobów Naturalnych i Leśnictwa z dnia 26 listopada 1990 roku. Zajmuje powierzchnię 6,84 ha (akt powołujący podawał 7,19 ha).
Celem ochrony rezerwatu jest zachowanie torfowiska przejściowego z charakterystyczną florą i fauną.
Przedmiotem ochrony jest torfowisko wysokie położone w głębokiej niecce o stromych zboczach, z rzadka porośnięte sosną pospolitą i brzozą brodawkowatą. Centrum torfowiska zajmuje mszar wysokotorfowiskowy. Roślinność charakterystyczną dla torfowisk przejściowych stanowią zespół przygiełki  białej i zespół turzycy nitkowatej z torfowcami.

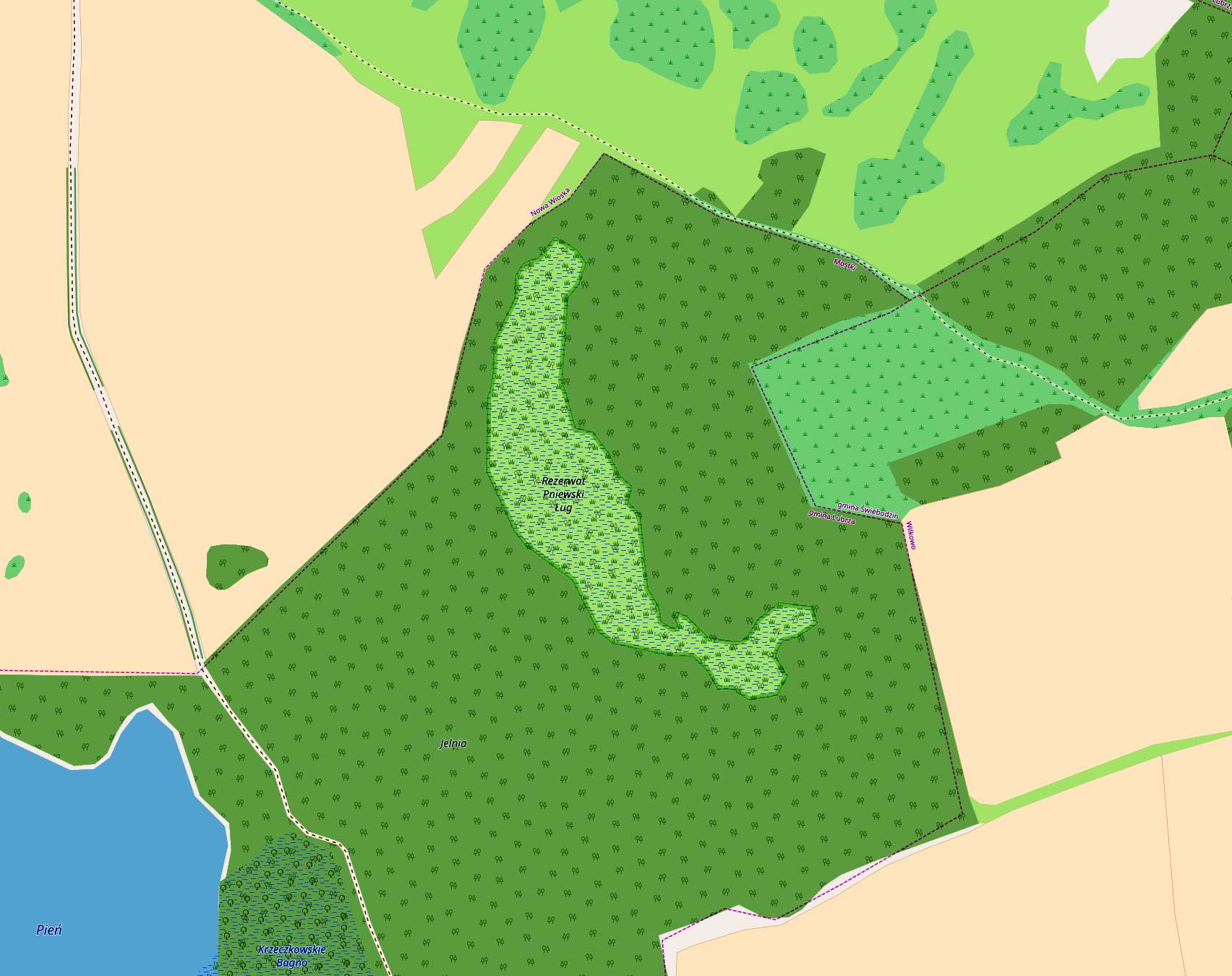
Rezerwat Pniewski Ług (w centrum, kolor jasnozielony). W lewym dolnym rogu widoczny fragment jeziora Pień

Stwierdzono tu występowanie 12 gatunków roślin chronionych, takich jak: modrzewnica zwyczajna, rosiczka okrągłolistna, kruszyna pospolita, bobrek trójlistkowy.
Faunę reprezentują m.in. płazy (żaba trawna, ropucha zwyczajna i zielona) i ptaki (zięba, żuraw, kos, piegża, piecuszek, gil, kania czarna).
Obszar rezerwatu jest własnością Skarbu Państwa w zarządzie Nadleśnictwa Świebodzin. Jest objęty ochroną czynną.